# Micromyzus mawphlangensis
Micromyzus mawphlangensis är en insektsart. Micromyzus mawphlangensis ingår i släktet Micromyzus och familjen långrörsbladlöss. Inga underarter finns listade i Catalogue of Life.